# Monroeville (Indiana)
Pour les articles homonymes, voir Monroeville.
Monroeville est une municipalité américaine située dans le comté d'Allen en Indiana.
Lors du recensement de 2010, sa population est de 1 235 habitants. La municipalité s'étend alors sur une superficie de 0,74 mille carré (1,92 km2).
Monroeville est fondée en 1851, dans une région marécageuse entourée de forêts, près de la voie ferrée entre Chicago et Pittsburgh. Elle se développe durant la guerre de Sécession grâce aux besoins en bois et devient une municipalité en 1866.